# Йохан V (Салм-Даун-Кирбург)
Йохан V фон Залм-Даун-Кирбург (на немски: Johann V zu Salm-Dhaun-Kyrburg; * 17 ноември 1436; † пр. 2 септември 1495) е граф на Залм и вилд- и рейнграф на Залм-Даун-Кирбург, прародител на графовете и князете на Залм (от 1623).

## Живот
Той е син на вилд- и рейнграф Йохан IV фон Даун-Кирбург (1422 – 1476), фогт в Елзас от 1445 г., и съпругата му Елизабет фон Ханау (1416 – 1446), дъщеря на граф Райнхард II фон Ханау († 1451) и графиня Катарина фон Насау-Байлщайн († 1459). Братята му са духовници.
Йохан V първо е домхер в Кьолн и през 1476 г. последва баща си в управлението.

## Фамилия
Йохан V се жени на 14 ноември 1459 г. за графиня Йоханета фон Залм († 1496), наследничка на половин Залм, дъщеря на Симон III фон Залм, граф на Обер-Залм. Те имат децата:
- Йохан VI (* пр. 1470; † 24 декември 1499), граф на Залм, вилд- и рейнграф в Залм-Даун-Кирбург, женен на 17 ноември 1478 г. за графиня Йохана фон Мьорс-Саарверден († 1513)
- Фридрих († 1492), каноник в Кьолн, Майнц и Страсбург
- Якоб († 1507)
- Йоханета († сл. 1511), омъжена I. за бургграф Якоб фон Райнек († 1500/1501), II. 1501 г. за Филип Байсел фон Гимних († сл. 1516)